# Колпаково (Вологодская область)
Колпаково — деревня в Великоустюгском районе Вологодской области.
Входит в состав Юдинского сельского поселения, с точки зрения административно-территориального деления — в Юдинский сельсовет.
Расстояние по автодороге до районного центра Великого Устюга — 12,5 км, до центра муниципального образования Юдино — 8 км. Ближайшие населённые пункты — Бобровниково, Запань Бобровниково, Демьяново, Уржумово, Соколово.
По переписи 2002 года население — 9 человек.